# 콰이칭구

콰이칭 구의 위치

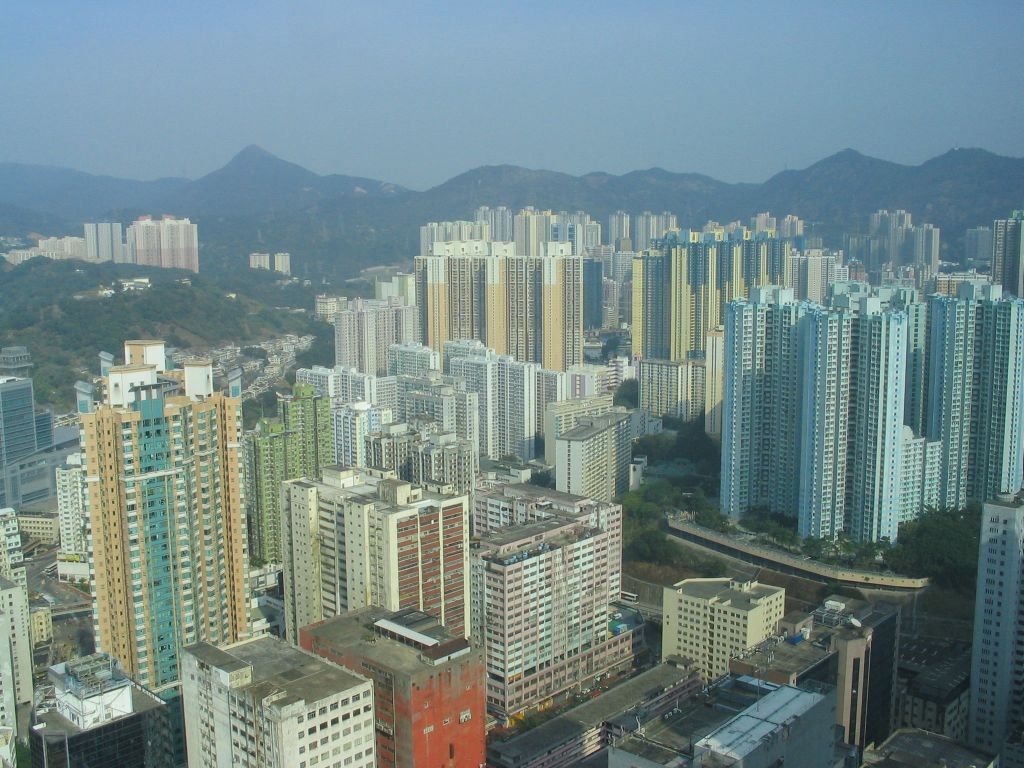
콰이칭 구의 고층주택

콰이칭구(쿠이칭 구, 한국어: 규청구, 중국어: 葵青區, 병음: Kuíqīng Qū, Kwai Tsing District)는 홍콩의 18개 구의 하나이다. 신제의 일부이다. 쿠이충(葵涌, Kwai Chung)과 칭이섬(青衣島, Tsing Yi Island)의 두 개의 지구로 이루어져 있다. 콰이칭은 신제의 일부이다. 면적은 21.82km2이고 인구는 2006년 기준으로 523,300명이다. 구민들의 교육 수준은 3번째로 낮고 수입도 평균 이하이다.
콰이칭은 1980년대 초에 홍콩의 구 의회가 성립될 때는 독립된 구로서 존재하지 않았다. 원래는 췬완 구의 일부였으나 1985년에 콰이충지칭이 구(葵涌及青衣區)로서 새로 설치되었고 1988년에 줄여서 콰이칭 구로 개칭되었다.
콰이충과 칭이섬 사이의 란바러 해협(藍巴勒海峽, Rambler Channel)의 해안을 따라 국제적으로 유명한 컨테이너 터미널이 있다. 칭마 대교(青馬大橋, Tsing Ma Bridge)는 칭이섬 북서쪽 끝에서 시작해 북란타우 공로를 거쳐 홍콩 국제공항까지 이어진다.
구민의 75% 이상이 공공 주택에 살고 있다.

## 교통
- 홍콩 지하철 췬완 선, 둥충선

## 같이 보기
- 홍콩의 지역 목록